# Matthew Kasmir
Matthew Kasmir (* April 1972) ist ein britischer Visual Effects Supervisor.

## Karriere
Kasmir studierte von 1993 bis 1996 an der Bournemouth University. 2016 gründete er zusammen mit Aimee Dadswell Handsome Steve Productions. Für seine Arbeit an The Midnight Sky erhielt er 2021 eine Oscar-Nominierung in der Kategorie Beste visuelle Effekte.

## Filmografie (Auswahl)

### Visuelle Effekte
- 1993: Little Buddha
- 1999: Jenseits der Träume
- 2000: The Beach
- 2000: Mission: Impossible II
- 2000: Sexy Beast
- 2001: Duell – Enemy at the Gates
- 2001: Die Mumie kehrt zurück
- 2001: Lara Croft: Tomb Raider
- 2002: Resident Evil
- 2002: Pluto Nash – Im Kampf gegen die Mondmafia
- 2003: Lara Croft: Tomb Raider – Die Wiege des Lebens
- 2004: Thunderbirds
- 2004: Alien vs. Predator
- 2005: Charlie und die Schokoladenfabrik
- 2005: Harry Potter und der Feuerkelch
- 2005: King Kong
- 2005: V wie Vendetta
- 2006: Poseidon
- 2006: X-Men: Der letzte Widerstand
- 2006: Miss Potter
- 2006: Eragon – Das Vermächtnis der Drachenreiter
- 2007: Der Sternwanderer
- 2007: Underdog – Unbesiegt weil er fliegt
- 2007: Die Gebrüder Weihnachtsmann
- 2007: Der goldene Kompass
- 2008: Der Tag, an dem die Erde stillstand
- 2009: Avatar – Aufbruch nach Pandora
- 2010: Prince of Persia: Der Sand der Zeit
- 2010: Der Nussknacker
- 2010: Die Chroniken von Narnia: Die Reise auf der Morgenröte
- 2012: Grabbers
- 2012: Zorn der Titanen
- 2012: Ill Manors – Stadt der Gewalt
- 2013: Das hält kein Jahr…!
- 2013: Kick-Ass 2
- 2013: Captain Phillips
- 2013: Carrie
- 2014: Muppets Most Wanted
- 2014: Edge of Tomorrow
- 2014: Dracula Untold
- 2014: Paddington
- 2014: Kingsman: The Secret Service
- 2015: Legend
- 2015: Eddie the Eagle – Alles ist möglich
- 2016: Feng shen chuan qi
- 2017: Double Date
- 2017: Suburbicon
- 2019: Darkness Visible
- 2019: Hellboy – Call of Darkness
- 2019: Catch-22 (Miniserie)
- 2020: The Midnight Sky
- 2021: The Tender Bar
- 2023: Luther: The Fallen Sun
- 2023: The Boys in the Boat